# 恵比寿★マスカッツ
恵比寿★マスカッツ（えびすマスカッツ）は、日本のAV女優やグラビアアイドル・モデルなどの多業種のタレントで構成された女性アイドルグループ。

## 概要
グループ概要
2008年4月から2013年4月まで活動した恵比寿マスカッツの第二世代にあたるグループである。俗に第二世代とも呼ばれる。
2015年7月の立ち上げ時は「第二期恵比寿マスカッツ」と称され、正式名称「恵比寿★マスカッツ」は2015年8月に発表された。付け加えられた「★」について、「第一世代の思いを受け継ぎ名称はそのままに、さらなる輝きを求めて真ん中に『★』を入れた」と発表された。
モットーは「(艶やかに)、エロく、正しく、美しく」。この言葉はグループでの自己紹介「(艶やかに)、エロく、正しく、美しく。私達、恵比寿★マスカッツです」にも取り入れられている。
リーダーを明日花キララが「4代目リーダー」として解散まで、副キャップを川上奈々美が2017年7月まで務めた。
ファン愛称並びメンバーを含め「マスファミ（マスカッツファミリー）」と呼ぶ。
活動概要
2015年9月26日結成、1期生メンバー全33名が発表される。2016年2月よりグループを卒業・脱退するメンバーが出る一方、同年4月には2期生メンバーとして市川まさみと三上悠亜が、12月には3期生メンバーとして羽咲みはる、黒沢美怜、長谷川るいが加入。解散時のメンバーは25名で、全員が恵比寿マスカッツ1.5へ参加している。
2015年10月に冠レギュラー番組『マスカットナイト』が放送開始。2017年4月に同番組は『マスカットナイト・フィーバー!!!』にリニューアルされる。
活動は日本のみならず海外でも展開され、2016年7月にはデビュー曲「TOKYOセクシーナイト」中国語バージョンの配信や台湾の定額制動画配信サービスにて「マスカットナイト」の配信が開始され、2017年4月には台湾で第二世代初の海外イベントを開催。
バラエティーというフォーマットを理解したうえで加入したメンバーで構成されたこともあり、より集団芸やパフォーマンスに力を入れたグループであったとされる。
音楽活動
目標はあるメンバーによれば、初代マスカッツメンバーの目標である舞浜アンフィシアターではなく日本武道館でのライブを最終目標として掲げた。 
約2年の活動の中で恵比寿★マスカッツとして2枚のシングルCD「TOKYOセクシーナイト」「Sexy Beach Honeymoon」と1枚のアルバムCD「喜怒愛楽」を、派生ユニット「CHAMPAGNE KING＜明日花キララ with ゲッスーブー＞」がシングルCD「ASKA金」を発売。
ライブ活動は2015年12月に初のワンマンライブ「Tokyo Sexy Dynamite 2015〜初恋〜」を恵比寿リキッドルームにて開催。2016年6月から8月にかけて初の全国ツアー「全国暴走ツアー2016〜タイホしちゃって♥〜」を全国10都市11公演開催。翌2017年も4月から6月にかけて全国ツアー「大トロ・中トロ・クアトロツアー2017〜大漁〜」（全国4都市5公演）、『喜怒愛楽ツアー「全国イク行く〜♥」』（全国12都市12公演）を開催。
ワンマンライブ以外にもTOKYO IDOL FESTIVAL（2016・2017）やイナズマロックフェス（2016）など他のライブやイベントなどにも出演している。第一世代と最も異なるのがこれら音楽フェス、ライブへの積極的な出演で、メジャーなライブアイドル経験者である三上悠亜が途中加入しメンバーに指南したこともあり、パフォーマンス性はさらに上がった。
恵比寿★マスカッツ解散と恵比寿マスカッツ1.5始動
2017年10月、冠レギュラー番組『マスカットナイト・フィーバー!!!』がリニューアルされた『恵比寿マスカッツ横丁!』第1回において新メンバーとして初代恵比寿マスカッツメンバーだったみひろが加入し、グループが純粋な「第2世代」ではなくなったとして「恵比寿★マスカッツ」を解散、「1.5世代」としてグループ名を「恵比寿マスカッツ1.5」とすることが発表された。
この項目では冠レギュラー番組『マスカットナイト』『マスカットナイト・フィーバー!!!』外の活動について記述する。番組および番組内のエピソード等に関しては、番組の項目参照。

## 年譜

### 2015年
- 7月2日、ポニーキャニオン本社にて「第二期恵比寿マスカッツ」立ち上げの記者会見が開かれる（参加者：マッコイ斎藤、おぎやはぎ、大久保佳代子、希志あいの）。同時に公式サイトにてメンバー募集の公募開始。
- 8月28日、第二期恵比寿マスカッツの名称が「恵比寿★マスカッツ」に決定[14]。同時に冠レギュラー番組『マスカットナイト』の放送開始を発表。
- 9月26日、恵比寿★マスカッツ結成[1]。メンバー全33名発表[8]。
- 10月1日、公式ファンクラブ「私立バナナ・マンゴー・ハイスクール」プレオープン。
- 10月8日、冠レギュラー番組『マスカットナイト』がテレビ東京・テレビ大阪にて放送開始。
- 11月25日、1stシングルCD「TOKYOセクシーナイト」発売。オリコン週間シングルチャート29位を獲得した。デイリー最高は12位（12月6日付）だった。
- 12月1日、公式ファンクラブ「私立バナナ・マンゴー・ハイスクール」本オープン。
- 12月21日、初のワンマンライブ「Tokyo Sexy Dynamite 2015〜初恋〜」が恵比寿リキッドルームにて開催。会場にて恵比寿★マスカッツ4代目リーダーに明日花キララ、副キャップに川上奈々美が決定と発表された[6]。

### 2016年
- 2月4日、同日付で沖田杏梨が卒業[15]。
- 2月16日、公式Instagramアカウント開設。
- 3月2日、さくらゆらが海外留学のために活動休止を発表[16]。
- 3月17日、同日付でのあやみ旬果の卒業[17]及び永瀬あやの産休[16]を発表。
- 4月13日、新規メンバーとして市川まさみと三上悠亜の加入を発表[9]。翌4月14日放送の「マスカットナイト」第27回より出演。
- 4月28日、前日4月27日付での上原亜衣の卒業を発表[18]。
- 5月25日、2ndシングルCD「Sexy Beach Honeymoon」発売[19]。オリコン週間シングルCDランキング初登場19位（6月6日付）を獲得。同デイリーシングルCDランキング初登場14位（5月24日付）、最高12位（5月29日付）だった。
- 6月5日、初の全国ツアー「全国暴走ツアー2016〜タイホしちゃって♥〜」開始。同日より8月12日までの期間内に全国10都市11公演開催。
- 7月6日、デビュー曲「TOKYOセクシーナイト」中国語バージョンの配信開始[12]。台湾の定額制動画配信サービスにて「マスカットナイト」配信開始[12]。
- 8月12日、全国ツアー「全国暴走ツアー2016〜タイホしちゃって♥〜」最終日東京公演にて「恵比寿★マスカッツ2016年間MVP」発表。技能賞に小島みなみ、敢闘賞に田森美咲・三田羽衣、MVPに川上奈々美が選出された[20]。
- 9月1日、同日付で星野ナミが卒業[21]。
- 9月22日、一昨日9月20日付での臼井愛佳の卒業を発表[22]。
- 10月21日、同日付で臼井理佳が脱退[23]。
- 11月3日、同日付で永瀬あやが卒業[24]。
- 12月1日、新規メンバーとして羽咲みはると長谷川るいの加入を発表[10]。同日放送の「マスカットナイト」第60回より出演。
- 12月29日、前日12月28日付で新規メンバーとして黒沢美怜の加入を発表[11]。同日放送の「マスカットナイト」第64回より出演。

### 2017年
- 1月20日、新曲「バッキャロー」先行配信開始[25]。
- 2月1日、2月10日付での彩乃ななの卒業を発表[26]。
- 2月2日、同日付で天使もえが卒業[27]・さくらゆらが復帰[28][29]。
- 3月2日、同日放送の『マスカットナイト』第73回をもって利麗の出演が終了[30][注 1]。
- 3月30日、冠レギュラー番組『マスカットナイト』放送終了。翌週より『マスカットナイト・フィーバー!!!』にリニューアル。
- 3月31日 - 4月2日、第二世代では初となる海外イベントを台湾で開催[13]。
- 3月31日、同日付でのさくらゆらの卒業を発表[31]。
- 4月6日、冠レギュラー番組『マスカットナイト・フィーバー!!!』放送開始。
- 4月16日、全国ツアー「大トロ・中トロ・クアトロツアー2017〜大漁〜」開始。同日より5月4日までの期間内に全国4都市5公演開催。
- 4月26日、1stアルバムCD「喜怒愛楽」発売[29]。
- 5月13日、全国ツアー『喜怒愛楽ツアー「全国イク行く〜♥」』開始。同日より6月20日までの期間内に全国12都市12公演開催。
- 6月26日、公式Youtubeアカウント開設。
- 6月29日、前日6月28日付での辻本杏と長谷川るいの卒業を発表[32]。
- 7月11日、川上奈々美の副キャップ任期満了を発表[7]。
- 8月19日、ワンマンライブ「恵比寿★マスカッツ 夏のペロペロ祭り2017〜山根も浴衣に着替えたら?〜 in Zepp Tokyo」開催。
- 9月6日、明日花キララ・吉澤友貴・スーブーによる派生ユニット「CHAMPAGNE KING＜明日花キララ with ゲッスーブー＞」のシングルCD『ASKA金』発売[33]。
- 9月28日、冠レギュラー番組『マスカットナイト・フィーバー!!!』放送終了。翌週より『恵比寿マスカッツ横丁!』にリニューアル。
- 10月5日、『恵比寿マスカッツ横丁!』第1回放送。番組内で恵比寿★マスカッツを解散し、新たに「恵比寿マスカッツ1.5」として始動することを発表[2]。

## メンバー

### 解散時のメンバー
解散時のメンバーは全員「恵比寿マスカッツ1.5」に参加している。
| 名前         | よみ            | 衣装の色 | 所属事務所(解散時点)          | 加入期 | 加入日         | 活動終了日    | 備考                                            |
| ------------ | --------------- | -------- | ----------------------------- | ------ | -------------- | ------------- | ----------------------------------------------- |
| 葵つかさ     | あおい つかさ   | ■ 藍色   | エイトマン                    | 1期    | 2015年9月26日  | 2017年10月5日 |                                                 |
| 明日花キララ | あすか キララ   | ■ 赤     | ディアスプランナーズ          | 1期    | 2015年9月26日  | 2017年10月5日 | 恵比寿★マスカッツ4代目リーダー                  |
| 石岡真衣     | いしおか まい   | ■ 桃色   | プリュ                        | 1期    | 2015年9月26日  | 2017年10月5日 |                                                 |
| スーブー     | スーブー        | ■ 赤     | ライノプロダクション          | 1期    | 2015年9月26日  | 2017年10月5日 | 本名の「小野美公（おの みく）」表記の場合がある |
| 神咲詩織     | かみさき しおり | ■ 赤     | ティーパワーズ                | 1期    | 2015年9月26日  | 2017年10月5日 |                                                 |
| 川上奈々美   | かわかみ ななみ | ■ 藍色   | マインズ                      | 1期    | 2015年9月26日  | 2017年10月5日 | 副キャップ（2015年12月21日 - 2017年7月11日）    |
| 神崎紗衣     | かんざき さえ   | ■ 赤     | ヴィズミック                  | 1期    | 2015年9月26日  | 2017年10月5日 |                                                 |
| 古川いおり   | こがわ いおり   | ■ 赤     | ティーパワーズ                | 1期    | 2015年9月26日  | 2017年10月5日 |                                                 |
| 小島みなみ   | こじま みなみ   | ■ 桃色   | マインズ                      | 1期    | 2015年9月26日  | 2017年10月5日 |                                                 |
| 白石茉莉奈   | しらいし まりな | ■ 水色   | ビースター                    | 1期    | 2015年9月26日  | 2017年10月5日 | 現メンバー最年長                                |
| 辰巳シーナ   | たつみ シーナ   | ■ 黄色   | アヴィラ                      | 1期    | 2015年9月26日  | 2017年10月5日 |                                                 |
| 田森美咲     | たもり みさき   | ■ 黄色   | アミューズ                    | 1期    | 2015年9月26日  | 2017年10月5日 |                                                 |
| ティア       | ティア          | ■ 黄色   | マインズ                      | 1期    | 2015年9月26日  | 2017年10月5日 |                                                 |
| 夏目花実     | なつめ はなみ   | ■ 黄色   | ヴィズミック                  | 1期    | 2015年9月26日  | 2017年10月5日 |                                                 |
| 藤原亜紀乃   | ふじわら あきの | ■ 桃色   | アヴィラ                      | 1期    | 2015年9月26日  | 2017年10月5日 |                                                 |
| 松岡凛       | まつおか りん   | ■ 藍色   | フィットワン                  | 1期    | 2015年9月26日  | 2017年10月5日 |                                                 |
| 三田羽衣     | みた うい       | ■ 藍色   | アートアップ                  | 1期    | 2015年9月26日  | 2017年10月5日 |                                                 |
| 湊莉久       | みなと りく     | ■ 水色   | ティーパワーズ                | 1期    | 2015年9月26日  | 2017年10月5日 |                                                 |
| 桃乃木かな   | もものぎ かな   | ■ 桃色   | ライフプロモーション          | 1期    | 2015年9月26日  | 2017年10月5日 | 現メンバー最年少                                |
| 由愛可奈     | ゆめ かな       | ■ 黄色   | スターワールドエージェンシー  | 1期    | 2015年9月26日  | 2017年10月5日 |                                                 |
| 吉澤友貴     | よしざわ ゆき   | ■ 藍色   | フォーティ―フォーマネジメント | 1期    | 2015年9月26日  | 2017年10月5日 |                                                 |
| 市川まさみ   | いちかわ まさみ | ■ 赤     | ティーパワーズ                | 2期    | 2016年4月13日  | 2017年10月5日 |                                                 |
| 三上悠亜     | みかみ ゆあ     | ■ 水色   | ワンズダブル                  | 2期    | 2016年4月13日  | 2017年10月5日 |                                                 |
| 羽咲みはる   | うさ みはる     | ■ 黄色   | ティーパワーズ                | 3期    | 2016年12月1日  | 2017年10月5日 |                                                 |
| 黒沢美怜     | くろさわ みれい | ■ 黄色   | エイジアプロモーション        | 3期    | 2016年12月28日 | 2017年10月5日 |                                                 |

### 解散前のメンバー
| 名前       | よみ            | 衣装の色 | 所属事務所（卒業・脱退時点） | 加入期 | 加入日        | 卒業・脱退日   | 備考                                        |
| ---------- | --------------- | -------- | ---------------------------- | ------ | ------------- | -------------- | ------------------------------------------- |
| 沖田杏梨   | おきた あんり   | ■ 赤     | アットハニーズ               | 1期    | 2015年9月26日 | 2016年2月4日   |                                             |
| あやみ旬果 | あやみ しゅんか | ■ 赤     | マークスジャパン             | 1期    | 2015年9月26日 | 2016年3月17日  |                                             |
| 上原亜衣   | うえはら あい   | ■ 水色   | マインズ                     | 1期    | 2015年9月26日 | 2016年4月27日  |                                             |
| 星野ナミ   | ほしの ナミ     | ■ 黄色   | サンプロ                     | 1期    | 2015年9月26日 | 2016年9月1日   |                                             |
| 臼井愛佳   | うすい あいか   | ■ 水色   | ヴィクトリーロード           | 1期    | 2015年9月26日 | 2016年9月20日  | 臼井理佳の実姉現・AikA                      |
| 臼井理佳   | うすい りか     | ■ 桃色   | エスライン                   | 1期    | 2015年9月26日 | 2016年10月21日 | 臼井愛佳の実妹現・臼井リカ                  |
| 永瀬あや   | ながせ あや     | ■ 黄色   | ワンエイトプロモーション     | 1期    | 2015年9月26日 | 2016年11月3日  | 2016年3月17日産休を発表                     |
| 天使もえ   | あまつか もえ   | ■ 桃色   | バンビプロモーション         | 1期    | 2015年9月26日 | 2017年2月2日   |                                             |
| 彩乃なな   | あやの なな     | ■ 水色   | ランタナ                     | 1期    | 2015年9月26日 | 2017年2月10日  |                                             |
| 利麗       | りれい          | ■ 藍色   | ADESSO                       | 1期    | 2015年9月26日 | 2017年3月2日   | 番組出演終了日                              |
| さくらゆら | さくら ゆら     | ■ 桃色   | プライムエージェンシー       | 1期    | 2015年9月26日 | 2017年3月31日  | 2016年3月2日活動休止を発表 2017年2月2日復帰 |
| 辻本杏     | つじもと あん   | ■ 水色   | プロダクションC-more         | 1期    | 2015年9月26日 | 2017年6月28日  |                                             |
| 長谷川るい | はせがわ るい   | ■ 水色   | ティーパワーズ               | 3期    | 2016年12月1日 | 2017年6月28日  |                                             |

## ディスコグラフィ
発売元はポニーキャニオン。

### シングル
恵比寿★マスカッツ
| 枚  | 発売日         | タイトル             | 規格品番                                                                 | 最高位 | 備考 |
| --- | -------------- | -------------------- | ------------------------------------------------------------------------ | ------ | ---- |
| 1st | 2015年11月25日 | TOKYOセクシーナイト  | PCCA-04301（初回限定盤A） PCCA-04302（初回限定盤B） PCCA-70463（通常盤） | 29位   |      |
| 2nd | 2016年5月25日  | Sexy Beach Honeymoon | PCCA-04382（初回限定盤A） PCCA-04383（初回限定盤B） PCCA-70472（通常盤） | 19位   |      |

派生ユニット
| 派生ユニット名                                                              | 発売日       | タイトル | 規格品番   | 最高位 | 備考                |
| --------------------------------------------------------------------------- | ------------ | -------- | ---------- | ------ | ------------------- |
| CHAMPAGNE KING＜明日花キララ with ゲッスーブー＞ （明日花・吉澤・スーブー） | 2017年9月6日 | ASKA金   | PCCA-90047 | 127位  | 8月18日より先行配信 |

### アルバム
| 枚  | 発売日        | タイトル | 規格品番                                              | 最高位 | 備考                                                                                   |
| --- | ------------- | -------- | ----------------------------------------------------- | ------ | -------------------------------------------------------------------------------------- |
| 1st | 2017年4月26日 | 喜怒愛楽 | PCCA-04524（A盤） PCCA-04525（B盤） PCCA-04526（C盤） | 78位   | 収録曲のうち「バッキャロー」「コイノウタ」 「いまどきチャンス」「Jumping Bee」先行配信 |

### 配信
- 「バッキャロー」360°VR仕様MVフルバージョン（2017年6月16日）

## 映像作品
「恵比寿★マスカッツ」としての作品のみ掲載。

### 番組DVD
| 枚  | 発売日         | タイトル                 | 規格品番   |
| --- | -------------- | ------------------------ | ---------- |
| 1st | 2017年12月27日 | マスカットナイト DVD-BOX | PCBP-62245 |

### 音楽DVD
| 枚  | 発売日        | タイトル                                                                    | 規格品番   |
| --- | ------------- | --------------------------------------------------------------------------- | ---------- |
| 1st | 2018年1月31日 | 恵比寿★マスカッツ 全国暴走ツアー2016〜タイホしちゃって♡〜 恵比寿LIQUID ROOM | PCBP-53223 |
| 2nd | 2018年2月28日 | 恵比寿★マスカッツ 喜怒愛楽ツアー『全国イク行く〜♡』 恵比寿LIQUID ROOM       | PCBP-53224 |

## 書籍
「恵比寿★マスカッツ」としての作品のみ掲載。

### 写真集
- 恵比寿★マスカッツ1st写真集『恵比寿★マスカッツでヌけたりヌけなかったり』（2017年8月19日、宝島社、撮影：佐賀章広、監修：マッコイ斎藤）ISBN 978-4800270191

### 雑誌
- 『週刊ヤングマガジン』2017年1月1日号 No.1（2016年12月5日、講談社）巻末グラビア - 明日花・川上・葵・スーブー・夏目・三上・湊・桃乃木

### トレーディングカード
- 恵比寿★マスカッツ OFFICIAL TRADING CARDS -Vol.1-（2016年7月23日、ヒッツ）- 桃乃木・川上・湊・吉澤・石岡・田森
- 恵比寿★マスカッツ OFFICIAL TRADING CARDS -Vol.2-（2017年2月4日、ヒッツ）- 彩乃・由愛・三田・藤原・辰巳・スーブー

### アプリケーションソフトウェア
- 原寸大GIRLS（2017年3月1日、講談社）iOS対応 - 明日花・葵・湊

## ライブ
「恵比寿★マスカッツ」としての活動のみ掲載。

### ワンマン
- 「Tokyo Sexy Dynamite 2015〜初恋〜」 （2015年12月21日、恵比寿リキッドルーム） - 葵・明日花・天使・彩乃・あやみ・石岡・上原・臼井愛佳・臼井理佳・沖田・スーブー・神崎・川上・神咲・古川・小島・さくら・白石・辰巳・田森・辻本・ティア・永瀬・夏目・藤原・星野・三田・湊・桃乃木・由愛・吉澤・利麗。ゲスト:とにかく明るい安村、阿佐ヶ谷姉妹、Bro.KORN
- 「全国暴走ツアー2016〜タイホしちゃって♥〜」（2016年6月5日 - 8月12日）全10都市11公演 - 札幌・名古屋・横浜・水戸・熊谷・郡山・鹿児島・金沢・大阪・東京

- 私立バナナ・マンゴー・ハイスクールpresents SHIBUYA HALLOWEEN MUSCATS 2016（2016年10月29日、Mt.RAINIER HALL SHIBUYA PLEASURE PLEASURE）※ファンクラブ限定イベント
  - 1部 - 明日花・川上・天使・古川・ティア・三上・湊・桃乃木・石岡・神崎・スーブー・田森・夏目
  - 2部 - 明日花・川上・葵・市川・神咲・小島・白石・辻本・由愛・吉澤・辰巳・藤原・松岡・三田・利麗
- 全国ツアー「大トロ・中トロ・クアトロツアー2017〜大漁〜」（2017年4月16日 - 5月4日）全国4都市5公演 - 広島・梅田・名古屋・渋谷

- 喜怒愛楽ツアー「全国イク行く〜♥」（2017年5月13日 - 6月20日）全国12都市12公演 - 鹿児島・福岡・横浜・岡山・高松・仙台・青森・函館・札幌・西川口・金沢・恵比寿

- 恵比寿★マスカッツ 夏のペロペロ祭り2017〜山根も浴衣に着替えたら?〜 in Zepp Tokyo（2017年8月19日、Zepp Tokyo） - 明日花・葵・石岡・市川・羽咲・神咲・川上・神崎・黒沢・古川・小島・スーブー・辰巳・田森・夏目・藤原・松岡・三上・三田・湊・桃乃木・由愛・吉澤。ゲスト:デッカチャン、ゆうぞう、漢 a.k.a. GAMI、DJ BAKU、神奈月

### ワンマン以外
- 下北沢サウンドクルージング2016（2016年5月28日、新代田FEVER） - 明日花・川上・神咲・湊・天使・古川・辰巳・夏目（＋吉澤）
- TOKYO IDOL FESTIVAL 2016「スパークリングNIGHT」（2016年8月6日、DOLL FACTORY〔フジテレビ湾岸スタジオ M2スタジオ〕） - 明日花・川上・葵・天使・彩乃・石岡・市川・臼井愛佳・臼井理佳・スーブー・神崎・神咲・古川・白石・辰巳・田森・辻本・ティア・夏目・藤原・松岡・三上・湊・桃乃木・由愛・吉澤・利麗
- BOYS & GIRLS 夏祭り!! feat. 恵比寿★マスカッツ ”全国暴走ツアー2016〜タイホしちゃって♥〜” AFTER PARTY（2016年8月19日-20日、WOMB）
  - 1st STAGE - 古川・桃乃木・吉澤・辻本・臼井理佳・辰巳・田森・夏目・藤原・松岡
  - 2nd STAGE - 川上・市川・三上・湊・石岡・神崎・スーブー・三田・利麗
- イナズマロックフェス 2016「風神ステージ」（2016年9月18日、滋賀県草津市烏丸半島芝生広場） - 明日花・川上・天使・神咲・三上・湊・吉澤・田森・夏目・三田
- DMM.yell Live 2016 〜禁断のツーマンライブ〜 ミオヤマザキ×恵比寿★マスカッツ（2016年9月26日、morph-tokyo） - 明日花・川上・神咲・湊・夏目・三上・桃乃木
- 恵比寿★マスカッツ喧嘩上等ライブ 〜VS仮面女子 8100円を払うのはどっちだ!? このバカタレが! in Zeppダイバーシティ東京〜（2016年12月16日、Zeppダイバーシティ東京） - 明日花・川上・葵・天使・石岡・市川・羽咲・スーブー・神崎・神咲・古川・小島・白石・辰巳・田森・辻本・夏目・長谷川・藤原・松岡・三上・三田・湊・桃乃木・由愛・吉澤・利麗
- バンもん!Fes.2016winter 〜雪降る夜にフェスして〜（2016年12月17日、渋谷WWW） - 川上・神咲・古川・三上・湊・桃乃木・吉澤・スーブー・夏目
- presented by ミオヤマザキ「ミオフェス〜愛知編〜」（2017年6月6日、名古屋Electric Lady Land） - 神咲・古川・田森・三上・湊・桃乃木・吉澤・石岡・スーブー
- TIFもハジける!スパークリングNIGHT!!（2017年8月4日、DOLL FACTORY〔フジテレビ湾岸スタジオ M2スタジオ〕） - 明日花・石岡・市川・羽咲・神咲・川上・神崎・黒沢・古川・白石・スーブー・辰巳・田森・夏目・藤原・松岡・三田・湊・桃乃木

## イベント
「恵比寿★マスカッツ」としての活動のみ掲載。

### 単独出演
- 恵比寿★マスカッツ緊急決起集会!大阪ライブの前日にタイホしちゃって?（2016年8月10日、ロフトプラスワンWEST）- 川上・天使・三上・湊・桃乃木・夏目（＋スーブー・神崎）
- 恵比寿★マスカッツ緊急決起集会第2弾!!「大トロ・中トロ・ロフト祭」（2017年4月26日、ロフトプラスワンWEST）- 明日花・神咲・古川・桃乃木・スーブー
- ピンポン三姉妹presents 『ピンポン大会2017』（2017年11月3日）※ファンクラブ限定イベント

### ゲスト出演
- すごい豆まき2016（2016年2月3日、品川ステラボール）- 川上・ティア・古川・神咲・湊・辻本・吉澤・桃乃木・石岡・スーブー・臼井愛佳・夏目
- sexy club all-nighter feat 恵比寿★マスカッツ（2016年2月14日、新宿ロフトプラスワン）- 川上・吉澤・湊・スーブー・田森（＋夏目）
- NAGOYAオートトレンド2016（2016年2月28日、ポートメッセなごや）- 明日花・川上・ティア・小島・神咲・古川・辻本・吉澤・夏目・石岡・スーブー
- ニコニコ超会議 2016（2016年4月29日、幕張メッセ）- 古川・神咲・吉澤・三上・夏目・彩乃・田森・石岡・スーブー
- DMM.R18 ADULT AWARD 2016（2016年5月4日、豊洲PIT）
  - ゲストパフォーマーとして24名が出演 - 明日花・川上・彩乃・石岡・臼井愛佳・臼井理佳・スーブー・神崎・神咲・古川・小島・白石・辰巳・田森・ティア・夏目・藤原・星野・松岡・湊・桃乃木・由愛・吉澤・利麗
  - 同アワード最優秀女優賞にノミネートされていた葵・天使、最優秀新人賞にノミネートされていた市川・三上はゲストパフォーマーとしては不参加
- #ageHalloween16 CIRCUS of GHOSTS feat.ASOBINITE!!!（2016年10月29日、ageHa@STUDIO COAST）- 川上・吉澤・三上・夏目。仮装コンテスト審査員として出演
- すごい豆まき2017（2017年2月3日、スターライズタワー）- 川上・白石・古川・辻本・湊・三上・吉澤・石岡・辰巳・夏目・三田
- NAGOYAオートトレンド2017（2017年2月25日-26日、ポートメッセなごや）- イメージガールとして両日出演[35]
  - 2月25日（土）- 川上・三上・桃乃木・由愛・古川・夏目・ティア・市川・スーブー・石岡・三田・辻本
  - 2月26日（日）- 明日花・川上・小島・神咲・湊・辰巳・白石・羽咲・黒沢・吉澤・藤原・田森・神崎
- DMM.R18 ADULT AWARD 2017（2017年4月23日、豊洲PIT）
  - ゲストパフォーマーとして17名が出演 - 川上・葵・神咲・吉澤・神崎・黒沢・古川・小島・辰巳・スーブー・田森・ティア・夏目・藤原・松岡・由愛・湊
  - 同アワード最優秀女優賞にノミネートされている明日花・市川・白石・辻本・三上・桃乃木、最優秀新人賞にノミネートされている羽咲はゲストパフォーマーとしては不参加
- sexy club all-nighter feat 恵比寿★マスカッツ2017（2017年7月13日、新宿ロフトプラスワン）- 三上・湊・スーブー・田森
- じゃぱんぐ♪14周年（2017年7月14日、AiSOTOPE LOUNGE）- 小島・白石・桃乃木・夏目・スーブー（＋吉澤）・
- COLOR&BUBBLE FESTIVAL NEVERLAND（2017年8月27日、愛知県常滑市りんくうビーチ特設会場）- 明日花・羽咲・川上・古川・小島・スーブー・夏目・湊・桃乃木

### リリースイベント
- 『TOKYOセクシーナイト』リリースイベント（2015年10月31日 - 12月6日、ポニーキャニオンイベントスペース他）
- 『Sexy Beach Honeymoon』リリースイベント（2016年4月30日 - 5月29日、ZENBOO TOKYO他）
  - 代々木公園野外ステージフリ―ライブ（2016年5月24日、代々木公園野外ステージ）含む
- 『喜怒愛楽』リリース記念・繁華街ナイトクルージング[36]（2017年4月21日、虎ノ門〜原宿〜新宿〜渋谷〜六本木〜虎ノ門） - 明日花・川上・葵・石岡・市川・羽咲・神咲・神崎・黒沢・古川・小島・白石・スーブー・辰巳・田森・ティア・夏目・藤原・松岡・三上・三田・湊・桃乃木・由愛・吉澤
- シャンパンキング「ASKA金／A-ZABU」リリースイベント（2017年9月26日、ヴィレッジヴァンガード渋谷本店） - 明日花・スーブー・吉澤（+神崎・夏目）
- 明日花キララ“BIRTHDAY”Anniversary!! CHAMPAGNE KING「ASKA金／A-ZABU」リリースイベント（2017年10月2日、ポニーキャニオンイベントスペース） - 明日花・スーブー

### 海外イベント
- BOM BOM PA 惠比壽麝香葡萄 魅力滿爆 假面嘉年華（2017年3月31日 - 4月2日、台湾 WAVE CLUB Taipei・ATT SHOW BOX）- 神咲・古川・三上・湊

## メディア
「恵比寿★マスカッツ」としての活動のみ掲載。

### レギュラー
テレビ番組
- 『マスカットナイト』（2015年10月8日 - 2017年3月30日、テレビ東京・V☆パラダイス）
  - 『マスカットナイト〜BSスカパー!もマスカットナイト〜』（2015年10月19日・12月10日 - 2017年6月30日初回放送、BSスカパー!）地上波「マスカットナイト」に未公開、蔵出し映像を加えたBSスカパー!版。
    - 第18回では番外編「マスカットナイト〜BSスカパー!もマスカットナイト〜番外編『全国暴走ツアー2016〜タイホしちゃって〜』8/12生中継!」として全国ツアー最終日東京公演を生中継。
- 『マスカットナイト・フィーバー!!!』（2017年4月6日 - 2017年9月28日、テレビ東京・V☆パラダイス）
  - 『BSスカパー!もマスカットナイト・フィーバー!!!〜』（2017年7月14日初回放送 - 、BSスカパー!）地上波「マスカットナイト・フィーバー!!!」に未公開、蔵出し映像を加えたBSスカパー!版。
- 『恵比寿マスカッツ横丁!』（2017年10月5日、テレビ東京）

インターネット番組・配信
- 『ハイアングルくん＆ローアングルくん』（2015年10月16日 - 2016年1月29日、DMM動画）
- 『マスカットナイト』スピンオフ!阿佐ヶ谷姉妹のねちねち動画（2015年10月23日 - 、テレ東プレイ）- ティア・石岡・上原・川上・辻本・三田・沖田・臼井愛佳＆理佳・夏目・明日花・古川・辰巳・スーブー＆藤原

### 特別番組
- 恵比寿★マスカッツ1stLIVE「Tokyo Sexy Dynamite 2015～初恋～」（2017年4月8日初回放送、V☆パラダイス）